# Leonhard Dobusch

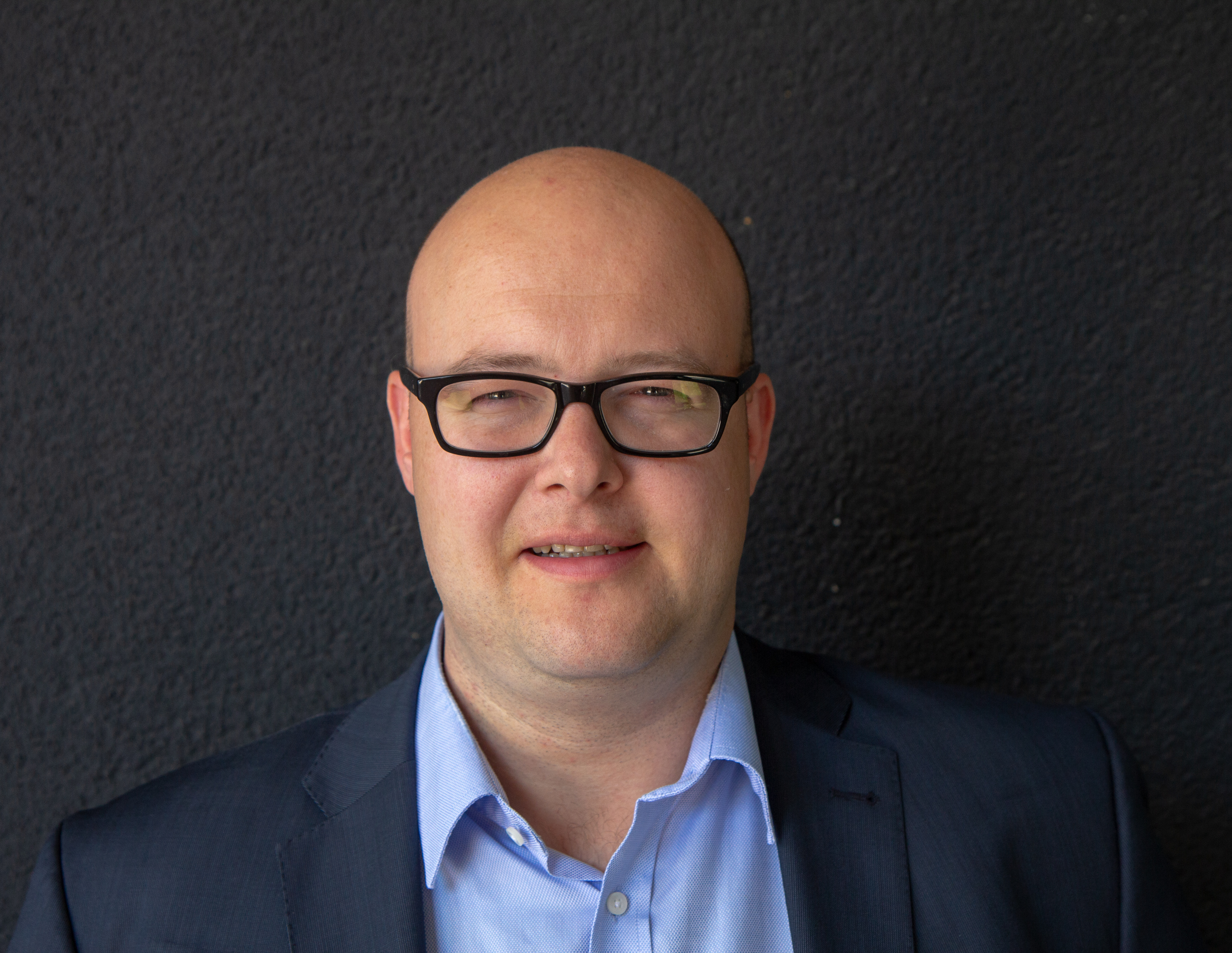
Leonhard Dobusch (2018)

Leonhard Dobusch (* 30. Mai 1980 in Linz) ist ein österreichischer Wirtschaftswissenschaftler. Seit 2016 ist er Professor für Betriebswirtschaftslehre mit Schwerpunkt Organisation am Institut für Organisation und Lernen der Universität Innsbruck. Seine Forschungsschwerpunkte liegen im Bereich Offenheit als Organisationsprinzip, Standardisierung und private Regulierung.

## Karriere und Forschung
Nach seinem Studium arbeitete Dobusch zunächst am Oberlandesgericht Linz, bevor er ein DFG-Stipendium annahm und am DFG-Graduiertenkolleg „Pfade organisatorischer Prozesse“ an der Freien Universität Berlin zum Thema „Windows versus Linux: Markt – Organisation – Pfad“ unter der Betreuung von Jörg Sydow, Sigrid Quack und Georg Schreyögg promovierte. Danach war Dobusch als Postdoc am Max-Planck-Institut für Gesellschaftsforschung in Köln tätig, unter anderem gastierte er auch an der Stanford Law School sowie dem Wissenschaftszentrum Berlin.
Im Jahr 2012 übernahm Dobusch eine Juniorprofessur für Organisationstheorie am Management-Department der Freien Universität Berlin, wo er unter anderem zu transnationaler Urheberrechtsregulierung und Management digitaler Gemeinschaften forschte. Zum 1. Februar 2016 wurde Dobusch als Professor für Betriebswirtschaftslehre mit Schwerpunkt Organisation am Institut für Organisation und Lernen der Universität Innsbruck berufen.
Im Mai 2016 wurde Dobusch als Vertreter für die Interessensgruppe „Internet“ in der XV. Amtsperiode (ab Juli 2016) des ZDF-Fernsehrates berufen. Er war vom Land Berlin auf Vorschlag der Vereine Chaos Computer Club, D64 – Zentrum für Digitalen Fortschritt, eco – Verband der Internetwirtschaft und media.net berlinbrandenburg nominiert worden. Nach sechs Jahren im Fernsehrat wurde er am 11. März 2022 in den ZDF-Verwaltungsrat gewählt. Über seine Tätigkeiten in den ZDF-Kontrollgremien bloggt Dobusch auf Netzpolitik.org.
2019 gründete er gemeinsam mit Barbara Blaha die dem linken Spektrum zugehörige Denkfabrik Momentum Institut. 
Dobusch ist ein Organisationswissenschaftler, der sich für die Beziehung zwischen formellen Organisationen und eher informellen Gemeinschaften und Menschenmengen interessiert. Er hat den Fall der Wikimedia Foundation und der Gemeinschaft der Wikipedia-Freiwilligen empirisch untersucht. Insbesondere untersuchte er den ersten offenen Strategieprozess von Wikimedia, der 2009 gestartet wurde, und wies auf potenziell ausschließende Folgen radikal offener Ansätze zur Strategieentwicklung hin.
Im Oktober 2023 wurde er von der Bundesregierung Nehammer zum Mitglied des Generalrats der Oesterreichischen Nationalbank ernannt. Auf Vorschlag der Bundesregierung Stocker wurde er 2025 Mitglied des ORF-Stiftungsrates.

## Politisches Engagement
Leonhard Dobusch engagierte sich während seines Studiums unter anderem für die Sozialistische Jugend. Von 2000 bis 2002 war er Vorsitzender der Sozialistischen Jugend Linz, von 2000 bis 2003 stellvertretender Vorsitzender auf Bundesebene. Zudem war Dobusch von 2003 bis 2004 als Wirtschaftsreferent in der Bundesvertretung der Österreichischen Hochschülerschaft in Wien tätig.

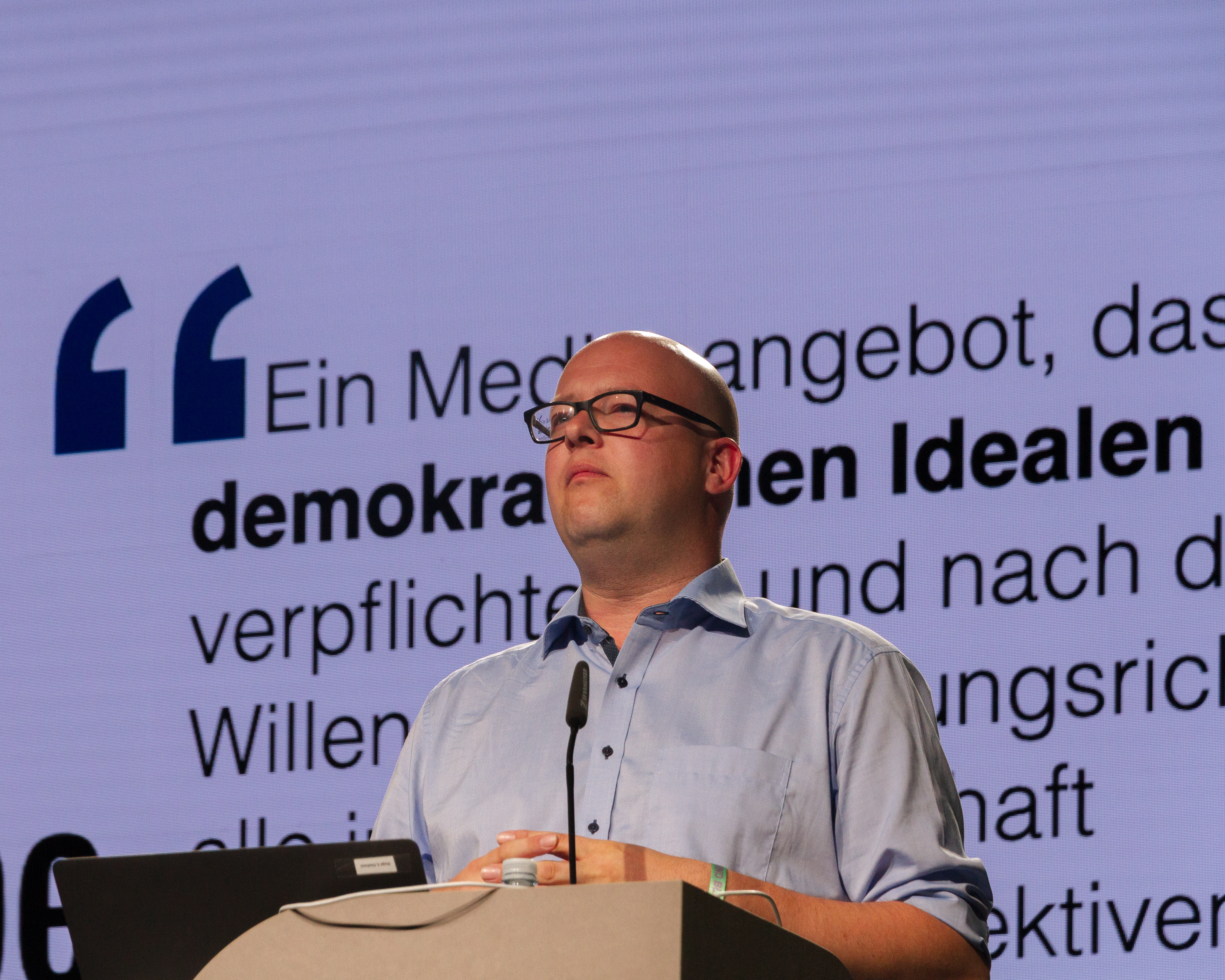
Leonhard Dobusch auf der Re:publica 2022.

Dobusch ist regelmäßig Referent auf netzpolitischen Kongressen und Veranstaltungen sowie Mitbegründer der Veranstaltungsreihe „Netzpolitischer Abend AT“ in Wien. Zudem engagiert er sich für den SPD-nahen Verein D64 – Zentrum für Digitalen Fortschritt e. V., Digitale Gesellschaft e. V. und die Initiative „Recht auf Remix“.

## Leben
Leonhard Dobusch wurde 1980 im österreichischen Linz als Sohn des Linzer Bürgermeisters Franz Dobusch geboren. Dobusch studierte Betriebswirtschaft (bis 2003) und Rechtswissenschaft (bis 2004) an der Johannes-Kepler-Universität Linz.

## Auszeichnungen
- 2020: Gewinner des "Ideas Worth Teaching Award" des Business & Society Program within the Aspen Institute für den offenen Kurs "Organizing in Times of Crisis: The Case of Covid19"[12]
- 2019: Besondere Ehrung beim Bert-Donnepp-Preis für Medienpublizistik für die Reihe "Neues aus dem Fernsehrat" (für sein "Engagement für Transparenz im öffentlich-rechtlichen Gremiendickicht")[13]
- 2013: Carolyn Dexter Best International Paper Award im Rahmen des Academy of Management Annual Meeting, Orlando, Florida[14]
- 2009: Dissertationspreis der Alcatel-Lucent-Stiftung für Telekommunikationsforschung (Forschungspreis Technische Kommunikation)[15]

## Schriften (Auswahl)
Leonhard Dobusch publiziert regelmäßig zu seinen Forschungsthemen in wissenschaftlichen Publikationen, in netzpolitischen Blogs, unter anderem Netzpolitik.org und iRights. Zudem betreibt er gemeinsam mit Sigrid Quack und Philip Mader den Wissenschaftsblog governance across borders.
- Dobusch, L. & Heimstädt, M. (2024). The Structural Transformation of the Scientific Public Sphere: Constitution and consequences of the path towards Open Access. Philosophy & Social Criticism, 50(1), 216–238. DOI:10.1177/01914537231203558[17]
- Dobusch, L., Dobusch, L., & Müller-Seitz, G. (2019). Closing for the Benefit of Openness: Lessons from Wikimedia's Open Strategy Process. Organization Studies, 40(3), 343–370[6]
- Dobusch, L., & Kapeller, J. (2018). Open Strategy-making with Crowds and Communities: Comparing Wikimedia and Creative Commons. Long Range Planning, 51(4), 561–579
- Generation Remix: Zwischen Popkultur und Kunst, Berlin 2014, iRights.Media, ISBN 978-3-944362-01-4 (Volltext)
- Governance across borders: transnational fields and transversal themes, Berlin/Köln 2013, epubli, ISBN 978-3-8442-4824-1 (Volltext als pdf)
- Freiheit vor Ort: Handbuch kommunale Netzpolitik, München 2011, Open Source Press, ISBN 978-3-941841-35-2 (Volltext als pdf)
- Windows versus Linux: Markt – Organisation – Pfad, Wiesbaden 2008, VS-Verlag für Sozialwissenschaften, ISBN 978-3-531-16242-3
- Freie Netze. Freies Wissen, Wien 2007, Echomedia, ISBN 3-901761-64-0 (Volltext als pdf)